# Olimpíada da República
A Olimpíada da República (em francês:  Olympiade de la République) foi uma competição desportiva realizada no Campo de Marte, em Paris, França, entre 1796 e 1798.

## História
A competição foi idealizada pelo deputado jacobino Charles-Gilbert Romme para celebrar os primeiros quatro anos da Primeira República Francesa, que no entanto nunca compareceu pois foi decapitado na guilhotina em junho de 1795, pelo seu envolvimento na insurreição do primeiro pradial, ano III. Sob um diretório, o evento foi realizado a 22 de setembro de 1796 (no primeiro vindemiário, ano V), e era conhecido como "Primeira Olimpíada da República", em homenagem aos Jogos Olímpicos da Antiguidade.
As quatro competições foram precedidas com um espetáculo dedicado à paz e à fertilidade, diante de mais de trezentas mil pessoas. Os eventos desportivos iniciaram-se às quatro da tarde no Campo de Marte de Paris. O primeiro desporto disputado foi a corrida.
Após a corrida, a competição seguiu-se com o hipismo, e as corridas de cavalo e bigas, tendo sido encerrada com a corrida de anel. Na cerimónia de encerramento, os campeões desfilaram numa quadriga, uma antiga carruagem puxada por quatro cavalos, cuja celebração foi realizada numa festa com fogos de artifício.
A segunda edição foi realizada a 22 de setembro de 1797, sem alterações no evento em relação à primeira edição.
A 22 de setembro de 1798 foi organizada a Terceira Olimpíada da República, na qual foram incluídas as competições de luta livre e os torneios equestres, bem como a realização das competições de várias distâncias. Nesta edição foram utilizados o sistema métrico e dois relógios para as corridas cronometradas, sendo algo exclusivo no âmbito desportivo da época. Antes dos eventos houve um desfile de atletas, que desfilaram atrás das faixas com os nomes dos territórios recém-conquistados pela França, que posteriormente tornaram-se repúblicas irmãs, particularmente os Países Baixos, a Suíça e Itália.